# Heiner Bertram
Heiner Bertram (* 25. Juli 1940 in Magdeburg) ist ein deutscher Kaufmann und früherer Fußballfunktionär. 
Im Alter von 14 Jahren flüchtete Bertram aus der Deutschen Demokratischen Republik allein nach West-Berlin, wo er seither im Ortsteil Westend lebt. Er diente fünf Jahre bei der Bundeswehr, die er als Oberleutnant verließ. Er ist gelernter Einzelhandelskaufmann und war als Vorstandsmitglied verschiedener Warenhäuser, darunter Metro und Hertie, tätig. Später eröffnete er mehrere Hotels.
Von 1997 bis Oktober 2003 war er der Präsident des 1. FC Union Berlin. Während dieser Zeit gelang dem Verein erstmals der Aufstieg in die 2. Bundesliga und das Erreichen des DFB-Pokalfinales im Jahr 2001, wodurch sich der Klub noch als Regionalligist für den UEFA-Pokal qualifizierte. Im wirtschaftlichen Bereich gelang Bertram die Konsolidierung des beinahe insolventen Klubs, u. a. durch den Gewinn von Kinowelt-Gründer Michael Kölmel als Investor. Zuvor hatte er erfolglos dem Londoner Unternehmer Mohamed Al-Fayed eine Übernahme des Vereins angeboten. Darüber hinaus trieb Bertram Neubau-Pläne für das Stadion An der Alten Försterei, das 24.000 Zuschauer fassen sollte, und Umzugspläne nach Berlin-Mitte voran, die allerdings in dieser Form nicht umgesetzt wurden. Daraufhin gründeten Fans des 1. FC Union die Initiative pro AF für den Verbleib in Köpenick. Am Ende seiner Amtszeit bei den Eisernen entbrannte ein Dauerstreit mit dem Aufsichtsrat, der Bertram daraufhin zeitweise Hausverbot erteilte. Im Oktober 2003 enthob ihn das Gremium als Präsidenten und einen Monat später musste auch Geschäftsführer Bernd Hofmann seinen Posten räumen. Als Union-Präsident gehörte Bertram außerdem zeitweise den Vorstandsgremien der DFL und des DFB an.
Von 2006 an gehörte Bertram zudem bis 2009 dem Aufsichtsrat des 1. FC Magdeburg an und war Mitbegründer dessen Wirtschaftsrates. Hier arbeitete er abermals eng mit dem nun als Geschäftsführer der Magdeburger tätigen Bernd Hofmann zusammen. In dieser Zeit etablierte sich der Klub in der zweigleisigen Regionalliga.